# Monestir de Rizong
El gompa (monestir) de Rizong (o Ridzong) està situat a Ladakh (Jammu i Caixmir, Índia) en una petita vall que desguassa a l'Indus, uns 73 km aigua avall de Leh, la capital.
Fou fundat pel lama Tsultim Nima el 1831. Aquest personatge es dedicava al comerç fins que va deixar la seva família i es va retirar per fer-se monjo. Al seu voltant es va aplegar una colla de seguidors i això va fer que cerqués un lloc més adient per establir-se: Rizong. La reencarnació del fundador dirigeix encara el monestir. Pertany a l'orde gueluk, la dels birrets grocs. Segueixen els ensenyaments del mestre Tsongkapa d'una manera molt estricta. La comunitat és d'una quarantena de membres.
Les dependències monàstiques se situen a la falda de l'eixuta muntanya, formant terrasses amb les residències dels monjos. Els edificis principals (dukhang, gonkhang, Capella del Tanguiur, etc.) se situen a la part més alta, al seu interior es conserven pintures murals i imatges diverses.

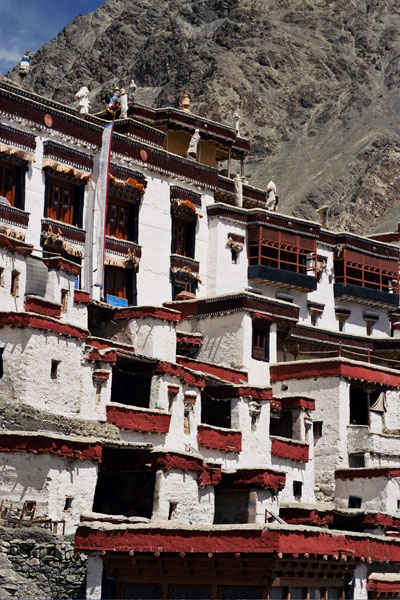
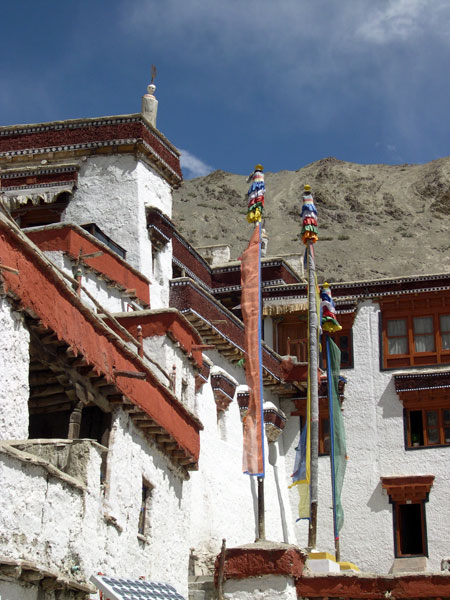
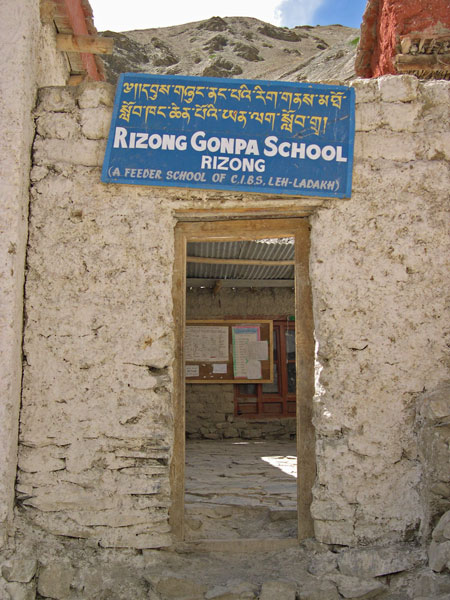
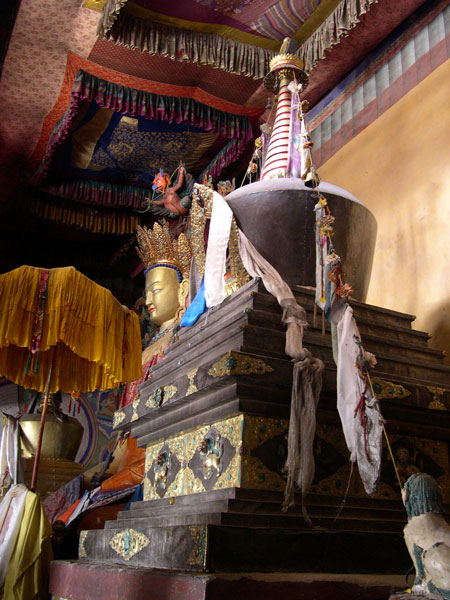